# Ali Ceylan
Ali Ceylan (* 17. Juni 1998 in Köln) ist ein deutschtürkischer Fußballspieler. Er steht seit Sommer 2022 beim türkischen Drittligisten Fethiyespor unter Vertrag.

## Werdegang
Ceylan begann beim SV Bergisch Gladbach 09 mit dem Fußballspielen, bevor er in seine Heimatstadt zum FC Viktoria Köln wechselte. Dort spielte er bis 2015 in den Jugendklassen bis zur U19, bevor er im Januar 2016 in die U19 des FC Rot-Weiß Erfurt wechselte.
Nach nur einem halben Jahr ging er zurück nach Köln in die U19 des SC Fortuna Köln. Im Sommer 2017 erhielt er vom Verein seinen ersten Profivertrag, nachdem er mit den A-Junioren in die Bundesliga aufgestiegen war. Er gab  mit der Einwechslung am 2. Spieltag der Saison 2017/18 gegen den FC Carl Zeiss Jena sein Profidebüt in der 3. Liga. Am Ende der Saison 2018/19 stieg er mit der Fortuna in die Regionalliga West ab.
Zur Rückrunde der Saison 2019/20 wechselte Ceylan zum Ligakonkurrenten Wuppertaler SV.